# 岡田紗夜
岡田 紗夜（おかだ さや、1996年10月31日 - ）は、日本のグラビアアイドル、タレント。

## 来歴
デビューのきっかけはスカウト。
2021年10月29日、初のイメージDVD『ソフトタッチ』（スパイスビジュアル）発売。
2023年1月9日、自身のTwitterを更新し、同年1月8日をもってKHプロモーションとの契約満了に合わせ円満退社したこと、今後はフリーランスとしてグラビアを軸に活動していくことを報告した。

## 人物
- 筑波大学人文・文化学群 人文学類卒業で、博物館学芸員の資格を有している[3]。
- 趣味は、アニメ、漫画、歌、健康の研究、銭湯巡り[3]
- 特技は、マッサージ、明晰夢、魚をきれいに食べること[3]

## 作品

### イメージビデオ
- ソフトタッチ（2021年10月29日、スパイスビジュアル）[4]
- アイドルと付き合う方法（2022年3月25日、竹書房）[5]
- 僕を狂わせる家庭教師（2022年7月27日、スパイスビジュアル）[6]
- カノジョのスキャンダル（2022年12月21日、スパイスビジュアル）[7]
- 夜光（2025年2月10日、ラインコミュニケーションズ）[8]